# Chloroclystis dryas
Chloroclystis dryas är en fjärilsart som beskrevs av Edward Meyrick 1891. Chloroclystis dryas ingår i släktet Chloroclystis och familjen mätare. Inga underarter finns listade i Catalogue of Life.